# Cerco de Moçambique (1608)
O cerco de Moçambique de 1608 foi um segundo ataque malogrado pela Companhia Holandesa das Índias Orientais à fortaleza portuguesa na Ilha de Moçambique em 1608.

## Contexto
A Companhia Holandesa das Índias Orientais já antes tentara conquistar a fortaleza de Moçambique, no ano anterior, porém, a forte resistência dos portugueses obrigara os holandeses a levantar o cerco.
Estes ataques enquadravam-se na Guerra Luso-Holandesa, quando os Países Baixos se revoltaram contra o domínio Habsburgo e pretendiam contestar a supremacia naval e comercial dos portugueses, então governados por aquela dinastia, no Oceano Índico e Pacífico. 
Em 1607 começaram as negociações de paz entre os Habsburgo e a República das Sete Províncias Unidas dos Países Baixos e, por isso, os directores da VOC despacharam uma série de armadas para o Oriente com a incumbência de conquistar tantos territórios portugueses quanto possível antes que fosse assinada a Trégua dos Doze Anos. A frota holandesa partiu de Texel a 22 de Dezembro de 1607, comandada por Pieter Willemsz Verhoeff e dispunha este de 1840 soldados, as maioria dos quais eram mercenários alemães. Pretendia Verhoef relançar a ofensiva da VOC contra os portugueses no Oriente, a começar em Moçambique.

## O cerco
A armada de Verhoeff chegou a Moçambique a 18 de Julho de 1608. Ao contrário do que fizera o almirante van Caerden no cerco do ano anterior, Verhoeff não tentou forçar a barra de Moçambique para não se expor ao fogo da fortaleza e ancorou antes no porto exterior da ilha, mais desabrigado.

Os holandeses tentaram apresar duas embarcações portuguesas surtas no porto interior, porém foram alvejados pela artilharia da fortaleza e, quando as tentaram trazer à toa encalharam; foram depois incendiadas. Verhoeff desembarcou os seus soldados na ilha e depois de ocuparem a cidade vazia os holandeses cavaram trincheiras, instalaram baterias de artilharia e bombardearam a fortaleza; os portugueses resistiram com ânimo e de noite reparavam as brechas nas muralhas. A altura excessiva das muralhas, porém, dificultava o tiro dos portugueses contra os atacantes, instalados muito perto. No primeiro dia do assédio deu-se um incidente na fortaleza: um soldado deixou cair uma mecha acesa ao pé de uns barris de pólvora, que explodiram, matando alguns homens e ateando um incêndio que quase consumiu os armazéns. No dia seguinte os holandeses abriram uma grande brecha nas muralhas mas não a aproveitaram. Comentou um escritor português contemporâneo que: 
| “ | Como os holandeses mais não são que bons artilheiros e para nada servem a não ser para serem queimados como hereges desesperados, não tiveram coragem de entrar pela brecha. | ” |

Mapa oitocentista da ilha de Moçambique e do seu porto.

A 4 de Agosto o comandante holandês enviou a D. Estêvão de Ataíde uma mensagem por escrito em que lhe exigia a rendição mas o capitão português respondeu-lhe que esperava obrigá-lo a levantar o cerco tal e qual sucedera a van Caerden e que a fortaleza não era "gato que se pegasse sem luvas".
Das altas muralhas os portugueses tinham a vantagem de poderem observar atentamente as movimentações dos holandeses. A 15 de Agosto, 25 ou 30 soldados portugueses e escravos levaram a cabo uma surtida contra as posições holandesas e mataram 30 homens, para além de que tomaram duas bandeiras. Cinco soldados católicos desertaram para o lado dos portugueses e Verhoeff exigiu a D. Estevão que lhos devolvesse, caso contrário executaria os 34 prisioneiros portugueses que tinha em seu poder, mas respondeu-lhe D. Estevão que não lhos devolveria nem que os portugueses cativos fossem "trinta e quantro mil"; Verhoeff efectivamente executou os prisioneiros à vista da fortaleza segundo o seu próprio testemunho, embora os portugueses em si tenham registado que só seis foram fuzilados.
Tendo escrito uma nova carta a D. Estêvão exigindo-lhe a rendição para novamente vê-la repudiada, Verhoeff reembarcou com as suas tropas a 18 de Agosto.
A 17 ou 21 de Agosto, quatro dos fluyts' dos holandeses interceptaram o galeão Bom Jesus, que partira de Lisboa e por ali passou a caminho de Goa; tinha uma tripulação de 180 homens e capitaneava-o Francisco Sodré Pereira.

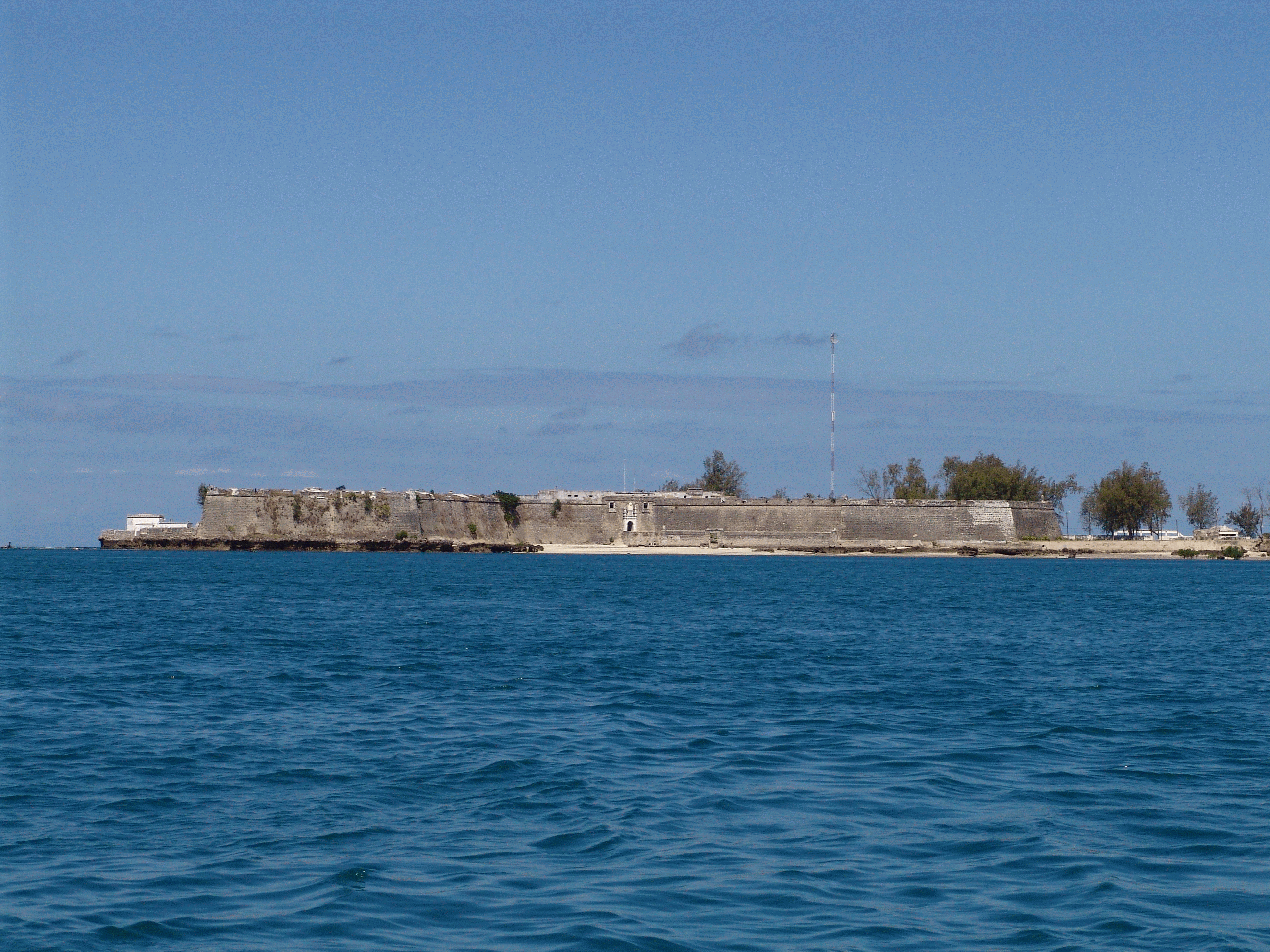
A fortaleza de São Sebastião na Ilha de Moçambique.

Os holandeses partiram para a costa da Índia a 23 de Agosto para bloquear a cidade de Goa, capital da Índia Portuguesa.

## Rescaldo
Foram disparadas 1250 pelouros contra a fortaleza.
Não conseguiu Verhoeff capturar nenhumas presas ricas ao largo de Goa e também não conseguiu sitiar Malaca, na Malásia, pois as defesas desta cidade haviam sido reforçadas e o Sultão de Jor, tradicional aliado dos holandeses na região, recusou-lhe auxílio militar.
Os holandeses ainda tentariam capturar a ilha de Moçambique uma vez mais 55 anos mais tarde.